# Flondora, Botoșani
Flondora este un sat în comuna Manoleasa din județul Botoșani, Moldova, România.

## Geografie

### Localizare geografică
Flondora se află la 39 km nord-est de municipiul Botoșani și la distanța de 402 km nord-est de București. Coordonatele satului Flondora sunt: 48°0'Nord, 27°2'Est.

### Hidrografie
Satul este străbătut de râul Volovăț.

## Istoric și toponimie
Satul a fost întemeiat pe marginea de vest a moșiei „Domoșeni”, unde în jurul anului 1800 au ajuns stăpâni, membri ai familiei Flondor, din Bucovina. De la numele Flondor provine și numele satului Flondora. Acest sat este menționat cu numele „Câșla ot Domoșeni”, în 1820, „Domoșenii lui Flondor”, în 1832 și „Flondora” din 1887. (Câșlă = gospodărie cu anexe). În aceeași perioadă, stăpâneau părți din moșia Domoșeni și membri din familiile Timuș, Tomița, Calistru, Chiriac etc.
Testamentul lui Vasile Flondor din 20 iulie 1819 face mențiunea: „...fratele Dumitrache primește a douăsprezecea parte din satul Domușeni, din Moldova.” Școala din satul Flondora s-a înființat la 21 februarie 1865, cu 14 elevi în clasa I, cu învățătorul Andrei Andrievici, atunci în vârstă de 18 ani, satul având 247 locuitori. Școala va funcționa aici cu numele Școala comunală Manoleasa până în aprilie 1881, când școala este mutată în satul Șerpenița. Școala este reînființată în anul 1900. Local propriu pentru școală s-a construit între anii 1908- 1909, din paiantă. În anul 1955 s-a dat în folosință un nou local de școală, cu pereții din cărămidă, pe temelii din beton.

## Populație
După datele ultimului recensământ satul Flondora are 581 locuitori, toți fiind de etnie română.

## Transport
- DN29